# ヴェルンド

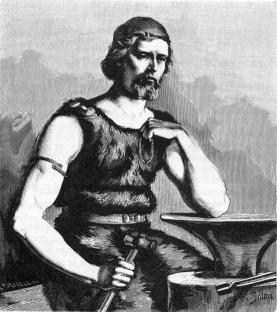
ヴェルンド

ヴェルンド（古ノルド語: Völundr）とは、ゲルマン人の伝承に登場する鍛冶師である。ヴェルンドは数多くの伝承に登場するが、いずれにおいても優れた鍛冶師として登場する。
ウェーランド・スミス（英: Wayland Smith）、ヴィーラント（独: Wieland）などとも呼ばれる。

## 『ヴェルンドの歌』
ヴェルンドは古エッダの『ヴェルンドの歌』に登場する。
ヴェルンドはフィンランド王の三男であり、兄弟のスラグヴィズ（Slagfiðr）、エギル（Egil）とともにウールヴダリルという所に住んでいた。あるとき「白鳥の羽衣」を脱いで水浴びをしている3人のワルキューレを見つけ、それぞれ3兄弟の妻とし、ヴェルンドはヘルヴォル・アルヴィト（Hervor Alvitr）を妻とした。しかし7年後（あるいは9年後）彼女たちは彼らの下を去った。スラグヴィズとエギルは彼女たちを追ったが、ヴェルンドは一人留まり、腕輪を数多く鍛えながら妻の帰りを待った。
スウェーデン王ニーズズ（Níðuðr）はヴェルンドの寝込みを襲い、ヴェルンドを捕らえ宝を奪った。また王妃の進言に従い、膝の腱を切り、セーヴァルスタズという島に幽閉し、自身のために宝を鍛えさせた。あるとき、ヴェルンドは鍛冶場を訪れた2人の王子を殺害し、その頭蓋骨から作った杯に銀を塗り王に、眼から作った宝石を王妃に、歯から作った装飾品を王女に贈った。また腕輪を直しに訪れた王女ベズヴィルド（Böðvildr）を酒に酔わせて襲い、子を孕ませる。その後動けるようになったヴェルンドは、王に王女の命の保証を誓わせた上で、自身の所行を明かし、空中へと飛び去って行った。
この物語の前半は白鳥処女説話（Swan maiden）の要素を含んでいる。また「彼が最も巧みな人物であったことを、私たちは古い伝承から知っている」とあるように、ヴェルンドの伝説自体は『ヴェルンドの歌』以前からゲルマン人の間に伝わっていたものである。話中には、ニーズズがヴェルンドに対し「妖精の王」と呼びかける場面もある。

## 『シズレクのサガ』
ヴェルンドはまた、ニーベルンゲン伝説やディートリヒ伝説などを統合した散文作品『シズレクのサガ』にも登場する。彼が登場する部分は『ヴェレントの話』（Velents þáttr smiðs）と呼ばれている。
ヴェレント（ヴェルンド）は、ヴィルキヌス王（Vilkinus）と人魚の間に生まれた巨人、ヴァジ（Vaði）の息子であった。ヴァジはヴェレントが9歳になると、フンランド（Hunaland）の鍛冶師ミーメ（Mímir）の下へ修行に出すが、兄弟子シグルズに暴力を振るわれていると聞き、彼が12歳の時に一度連れ戻した。次に小人たちの下へ修行に出すが、ヴァジがヴェレントを引き取りに来る途中で事故死したことを聞き、ヴェレントは小人たちを殺し、鍛冶道具や宝物と一緒に船に乗り漂流する。
ヴェレントはユトランド王ニズング（ニーズズ）に保護される。宮廷の鍛冶師アミリアス（Amilias）と腕比べの賭けを行い、これに勝利する。またその中で、鍛冶道具を盗んだ王の家来に生き写しの像を造り、道具を取り戻すことに成功する。
あるときヴェレントの手柄を横取りしようとした王のお気に入りの家来を殺してしまい、王に追放される。復讐のため変装し宮廷に戻るが発覚し、脚の腱を切られ鍛冶小屋に軟禁される。ヴェレントは小屋を訪れた王の次男と三男を殺害し、その死体を用いて作った宝物を王に贈った。また腕輪の修理を頼みに来た王女バドヒルド（ベズヴィルド）と同衾し、子を孕ませる。
ヴェレントは弟のエギル（Egil）を宮廷に呼ぶ。エギルは弓の名手であり、王はエギルの息子の頭に林檎を乗せ、それを弓で射させる。エギルはこれに成功するが、もし私が失敗していたらその場で王とその家来たちを射殺すつもりだった、と告白する。
ヴェレントは翼を作り上げ、塔から脱出しようとする。王はエギルにヴェレントを射させるが、手筈どおり矢はヴェレントが脇に下げていた血の入った袋に当たり、逃亡に成功した。
その後ニズング王は早くして亡くなり、彼の息子オトヴィン（Otvin）が後を継いだ。ヴェレントは彼と和解し、ユトランドに戻ってバドヒルドと結婚し、のちに妻子と共に故郷のシェラン島へと戻っていった。
また、このときヴェレントとバドヒルドの間に生まれた子が、のちにディートリヒの部下となるヴィズガである。ヴィズガは鍛冶師になることを拒み、旅に出ることを決意する。ヴェレントは息子のために防具一式を鍛え、馬スケミング（Skemming）と剣ミームング（Mimung）を与えて送り出した。

## 古英語の作品
またヴェルンドは、古英語による文学作品にも間接的に言及する形で名前が登場する。
『ベーオウルフ』では優れた武器や防具を作る名工として、『デオールの嘆き』（The Lament of Deor）では逆境に耐える意志の強固な誇り高い人物として名を上げられている。

## 伝承を伝える考古学的遺物

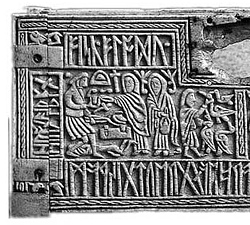
フランクスの小箱。

7世紀の遺物であるフランクスの小箱（Franks Casket。オーゾンの小箱（Auzon Casket）とも）の前面の向って左側に、王子を殺して酒杯を作ったヴェルンドが、ベズヴィルドに酒杯を差し出して麦酒を注がせている場面が描かれている。また箱の蓋には、弓を構える人物が描かれており、共に刻まれている名前からヴォルンドの兄エギルであると解釈されることが多い。

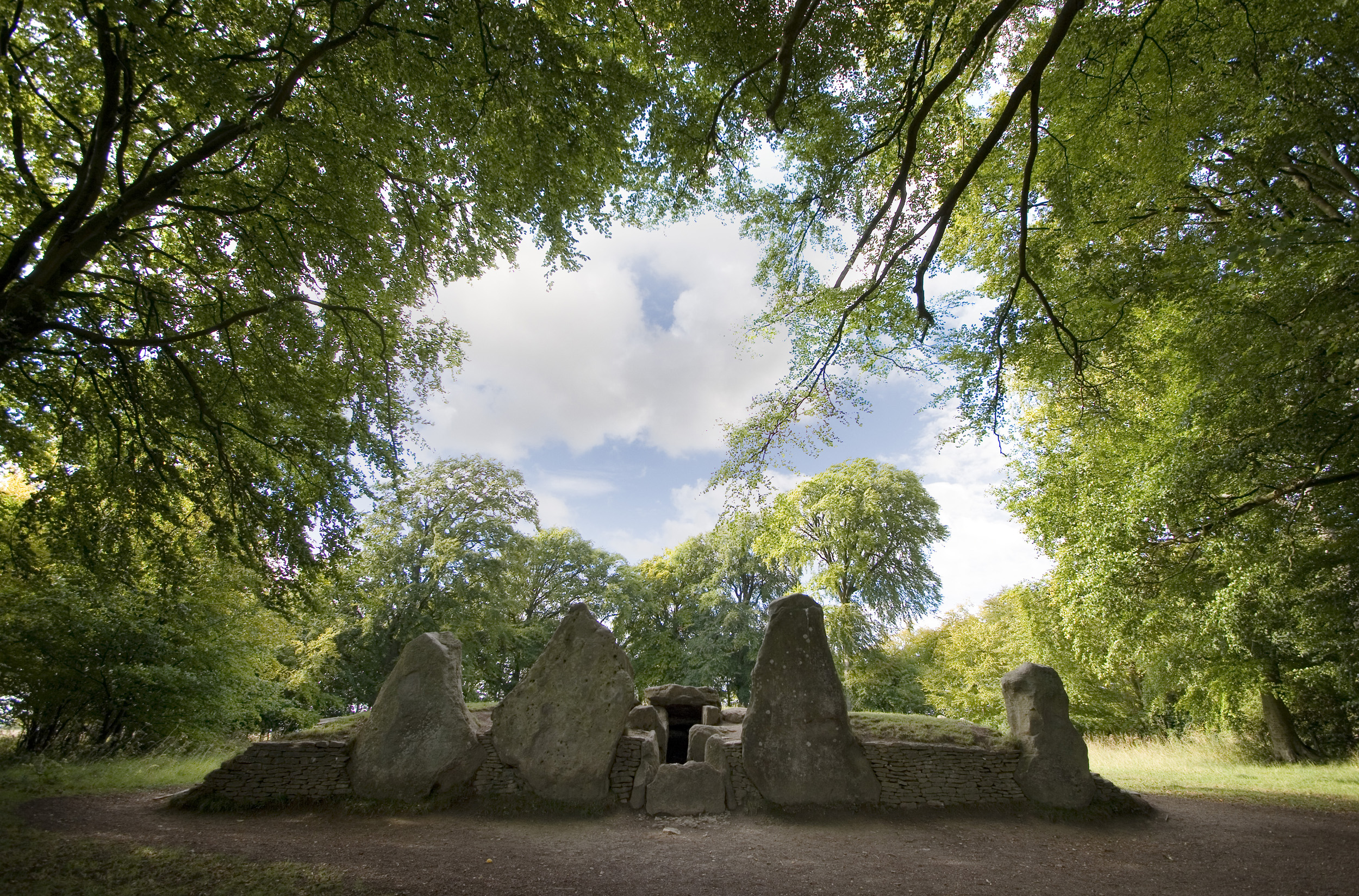
ウェーランドの鍛冶場

また、イギリスのオックスフォードシャー州にある墳丘（burial mound）はヴェルンドの伝説に結びつけられ、サクソン人によってウェーランドの鍛冶場（Wayland's Smithy）と名付けられた。しかしこの巨石記念物は、彼らサクソン人よりも遙かに昔に建造されたものと考えられている。また、このことから、馬を小さな銀貨（グロート）と共に一晩置き去りにすると、翌朝にはその馬に蹄鉄がはめられている、という迷信が生まれた。
ヴェルンドには、フリバーティギベット（Flibbertigibbet）という名の助手がいたという伝承も存在する。